# Ronde van Spanje 2008/Vierde etappe
De vierde etappe van de Ronde van Spanje 2008 werd verreden op dinsdag 2 september 2008 over een afstand van 170 kilometer van Córdoba naar Puertollano. Aan het begin van de koers kunnen de renners 2 colletjes van de derde categorie verwachtten, de laatste 20 kilometers naar de finish zijn vrijwel volledig vlak.

## Verslag
De koers kreeg al vroeg kleur door het ontsnappen van José Antonio Lopez, de Spanjaard kreeg al snel vele seconden voorsprong op het peloton. De ploeg van de goudentruidrager Daniele Bennati controleerde de boel in het peloton. De voorsprong van de Spanjaard liep op tot 8 minuten, waarna het peloton het wel welletjes vond, op zo'n zeven kilometer van de meet was het gedaan met Lopez Gil. In de straten van Puertollano deed zich achterin nog een valpartij voor, waar ook Damiano Cunego bij betrokken was. Vooraan in de meute sloeg Bennati zijn slag, Tom Boonen kwam niet goed uit de laatste bocht en werd tweede. Bennati behield zijn gouden trui, maar moest hem in de volgende etappe (tijdrit) afstaan aan Levi Leipheimer.

## Uitslagen
| Uitslag etappe | Uitslag etappe    | Uitslag etappe    | Uitslag etappe |
| rang           | renner            | ploeg             | tijd           |
| -------------- | ----------------- | ----------------- | -------------- |
| 1              | Daniele Bennati   | Liquigas          | 4u 27' 54"     |
| 2              | Tom Boonen        | Quick-Step        | z.t.           |
| 3              | Koldo Fernández   | Euskaltel-Euskadi | z.t.           |
| 4              | Danilo Napolitano | Lampre            | z.t.           |
| 5              | Erik Zabel        | Team Milram       | z.t.           |
| 6              | Greg Van Avermaet | Silence-Lotto     | z.t.           |
| 7              | Wouter Weylandt   | Quick-Step        | z.t.           |
| 8              | Davide Viganò     | Quick-Step        | z.t.           |
| 9              | Nicolas Roche     | Crédit Agricole   | op 3"          |
| 10             | Sylvain Chavanel  | Cofidis           | op 3"          |

| Algemeen klassement | Algemeen klassement | Algemeen klassement | Algemeen klassement |
| rang                | renner              | ploeg               | tijd                |
| ------------------- | ------------------- | ------------------- | ------------------- |
|                     | Daniele Bennati     | Liquigas            | 13u 23' 57"         |
| 2                   | Tom Boonen          | Quick-Step          | op 22"              |
| 3                   | Alejandro Valverde  | Caisse d'Epargne    | op 48"              |
| 4                   | Erik Zabel          | Team Milram         | op 51"              |
| 5                   | Igor Antón          | Euskaltel-Euskadi   | op 59"              |
| 6                   | Juan Manuel Gárate  | Quick-Step          | op 1' 01"           |
| 7                   | Alessandro Ballan   | Lampre              | op 1' 02"           |
| 8                   | Greg Van Avermaet   | Silence-Lotto       | op 1' 04"           |
| 9                   | Juan Antonio Flecha | Rabobank            | z.t.                |
| 10                  | Egoi Martínez       | Euskaltel-Euskadi   | op 1' 05"           |

## Nevenklassementen
| Puntenklassement | Puntenklassement | Puntenklassement | Puntenklassement | Puntenklassement |
| rang             | renner           | land             | ploeg            | punten           |
| ---------------- | ---------------- | ---------------- | ---------------- | ---------------- |
|                  | Daniele Bennati  | Italië           | Liquigas         | 51               |
| 2                | Tom Boonen       | België           | Quick-Step       | 45               |
| 3                | Erik Zabel       | Duitsland        | Team Milram      | 37               |

| Bergklassement | Bergklassement     | Bergklassement | Bergklassement    | Bergklassement |
| rang           | renner             | land           | ploeg             | punten         |
| -------------- | ------------------ | -------------- | ----------------- | -------------- |
|                | Jesús Rosendo      | Spanje         | Andalucía-Cajasur | 16             |
| 2              | Manuel Ortega      | Spanje         | Andalucía-Cajasur | 7              |
| 3              | José Antonio Lopez | Spanje         | Andalucía-Cajasur | 6              |

| Combinatieklassement | Combinatieklassement | Combinatieklassement | Combinatieklassement | Combinatieklassement |
| rang                 | renner               | land                 | ploeg                | punten               |
| -------------------- | -------------------- | -------------------- | -------------------- | -------------------- |
|                      | Paolo Bettini        | Italië               | Quick-Step           | 34                   |
| 2                    | Egoi Martínez        | Spanje               | Euskaltel-Euskadi    | 45                   |
| 3                    | Manuel Ortega        | Spanje               | Andalucía-Cajasur    | 100                  |

| Ploegenklassement | Ploegenklassement | Ploegenklassement | Ploegenklassement | Ploegenklassement |
| rang              | ploeg             | land              | tijd              |                   |
| ----------------- | ----------------- | ----------------- | ----------------- | ----------------- |
|                   | Quick-Step        | België            | 39u 57' 31"       |                   |
| 2                 | Euskaltel-Euskadi | Spanje            | op 12"            |                   |
| 3                 | AG2R-La Mondiale  | Frankrijk         | op 30"            |                   |

1e etappe ·
2e etappe ·
3e etappe ·
4e etappe ·
5e etappe ·
6e etappe ·
7e etappe ·
8e etappe ·
9e etappe ·
10e etappe ·
11e etappe ·
12e etappe ·
13e etappe ·
14e etappe ·
15e etappe ·
16e etappe ·
17e etappe ·
18e etappe ·
19e etappe ·
20e etappe ·
21e etappe

Startlijst · Eindstanden · Afbeeldingen
 winnaars · rode trui · 
 puntenklassement · 
 bergklassement · 
 combinatieklassement · 
 jongerenklassement · 
 ploegenklassement · 
 strijdlust

 Belgische leiderstruidragers · etappewinnaars

 Nederlandse leiderstruidragers · etappewinnaars
1935 · 1936 · 1937 · 1938 · 1939 · 1940 · 1941 · 1942 · 1943 · 1944 · 1945 · 1946 · 1947 · 1948 · 1949 · 1950 · 1951 · 1952 · 1953 · 1954 · 1955 · 1956 · 1957 · 1958 · 1959 · 1960 · 1961 · 1962 · 1963 · 1964 · 1965 · 1966 · 1967 · 1968 · 1969 · 1970 · 1971 · 1972 · 1973 · 1974 · 1975 · 1976 · 1977 · 1978 · 1979 · 1980 · 1981 · 1982 · 1983 · 1984 · 1985 · 1986 · 1987 · 1988 · 1989 · 1990 · 1991 · 1992 · 1993 · 1994 · 1995 · 1996 · 1997 · 1998 · 1999 · 2000 · 2001 · 2002 · 2003 · 2004 · 2005 · 2006 · 2007 · 2008 · 2009 · 2010 · 2011 · 2012 · 2013 · 2014 · 2015 · 2016 · 2017 · 2018 · 2019 · 2020 · 2021 · 2022 · 2023 · 2024 · 2025